# Союз 4
„Союз-4“ е съветски пилотиран космически кораб.

## Екипажи

### Основен екипаж
- Владимир Шаталов (1)

### Дублиращ екипаж
- Георгий Шонин

### Резервен екипаж
- Георгий Доброволски

### Екипаж при приземяването
- Владимир Шаталов
- Алексей Елисеев
- Евгений Хрунов

## Описание на полета
Корабът „Союз 4“ стартира от космодрума Байконур на 14 януари 1969 г. На следващия ден стартира кораба Союз 5, на борда на който са Борис Волинов, Алексей Елисеев и Евгений Хрунов. На 16 януари в 08:20 часа се скачват в космоса. Това е първото скачване на два пилотирани космически кораба. По време на скачването активен бил корабът „Союз 4“. На 35-ата обиколка около Земята космонавтите Е. Хрунов и А. Елисеев излизат в открития космос и преминават в „Союз 4“. Този преход е елемент от подготовката за предполагаемия полет към Луната. Съветската телевизия предавала пряко прехода на космонавтите от единия към другия кораб. Хрунов и Елисеев използвали скафандри „Ястреб“, а командирът на „Союз 5“ им помагал в обличането. Тъй като този вариант на „Союз“ – Союз 7К-ОК не е имал преходен люк, В. Шаталов преминава в спускаемия апарат на кораба, а орбиталния отсек се използвал за шлюзова камера и е разхерметизиран, за да могат двамата космонавти да влязат в кораба. След това орбиталния отсек на „Союз 4“ е запълнен с въздух и В. Шаталов отваря преходния люк към спускаемия апарат. Хрунов и Елисеев предават на командира писма, телеграми и вестници, излезли след неговото излитане. Корабите се намират в скачено състояние 4 часа и 35 минути.
„Союз 4“, с тримата космонавти на борда се приземява на 17 януари 1969 г. на 40 км северозападно от Караганда.
Полетът е с продължителност 2 денонощия 23 часа 20 минути и 47 секунди.